# 格内芬
格内芬是德国梅克伦堡-前波莫瑞州的一个市镇。总面积10.28平方公里，总人口398人，其中男性203人，女性195人（2011年12月31日），人口密度39人/平方公里。